# Aderus corsicus
Aderus corsicus é uma espécie de inseto besouro da família Aderidae. Foi descrita cientificamente por Maurice Pic em 1928.

## Distribuição geográfica
Habita na Córcega (França).